# عبد الرحمن غنيم
عبد الرحمن غنيم (1944-2019) هو كاتب فلسطيني، ولد في المغار وتلقى تعليمه في غزة، وتخرج في جامعة القاهرة حاملاً الإجازة في الاقتصاد والعلوم السياسية، عمل في الإذاعة وأنشأ دار الجليل للنشر، وهو عضو المجلس الوطني الفلسطيني، ورئيس اتحاد الكتاب والصحفيين الفلسطينيين في سورية، وعضو جمعية البحوث والدراسات في اتحاد الكتاب العرب - سوريا، توفي في 19 ديسمبر 2019 في دمشق عن عمر ناهز 73 عاماً.

## مؤلفات
صدرت له عدة أعمال أدبية منها:
- في ظل وادي الصمت، شعر، القاهرة 1963.
- مدفعية إسرائيل النفسية، دراسة، بيروت 1968.
- الحرب النفسية ودورها في المعركة، دراسة، دمشق 1969.
- خسائر العدو البشرية، دراسة، دمشق 1971.
- الثورة الفلسطينية في قطاع غزة، دراسة، دمشق 1971.
- ملاحظات على طريق التحرير، دراسة، دمشق 1972.
- نظرات جديدة على اليهودية، دراسة، دمشق 1972.
- المقاومة الفلسطينية والأيديولوجية الثورية، دمشق 1973.
- الوظيفة الثورية للإعلام الاشتراكي، دراسة، دمشق 1973.
- المرتكزات النفسية للفكرة الصهيونية، دراسة، دمشق 1973.
- الدولة الفلسطينية في الإستراتيجية الصهيونية، دراسة، دمشق 1974.[2]
- من أين يأتي الفدائيون؟ دراسة، دمشق 1978.
- المقاومة الفلسطينية والأزمة اللبنانية، دراسة، دمشق 1978.
- نقش على الأنامل، شعر، دمشق 1974.
- دوائر في الهواء، دمشق 1980.
- المقاومة الفلسطينية وحرب تشرين التحريرية، دمشق، 1976
- كمين معسكر داود، دمشق، 1978.
- البعث والكيان الفلسطيني، دمشق، 1976.
- الإستراتيجية القومية لدولة الإمارات العربية المتحدة، دمشق 1978.[3]
- الساداتية ومواجهتها، دمشق 1979.
- فتح في مرحلة التأسيس، دمشق 1997.
- فتح وأزماتها الداخلية، دمشق، 1977.
- آلية العمل الصهيوني ومداخل التأثير عليها، دمشق، 1981.
- حول النشأة التاريخية للايديولوجيا الصهيونية، دمشق، دار الجليل للطباعة والنشر والتوزيع، 1984.[4]
- الحالة الفلسطينية ودور الرقم الصعب، دمشق، 1987.
- ثلاثون عاماً من العبث، دار الجليل للطباعة والنشر والتوزيع، دمشق، 1991.[5]
- الغصة وكرة النار : قراءة في عقل صدام حسين وأسلوبه في صنع القرار السياسي، دمشق : دار الجليل للطباعة والنشر والتوزيع، 1991.[6]
- روان سر الأسرار، دمشق 1991.
- مذكرة البحث عن آدم : خلق الإنسان بين الفارق والسندان، دار الجليل للطباعة والنشر والتوزيع، دمشق، 1992.[7]
- سوبك والأفعى اليهودية، دمشق 1992.
- عربة كيردوين وقصر عايض الكبير : حقيقة الأصل العربي لخميرة أوروبا السلتية، دار الجليل للطباعة والنشر والتوزيع، دمشق، 1992.[8]
- المثلثات ونجمة إسرائيل السداسية، دمشق 1992.
- السبع الثاني، المفتاح الذهبي للكتاب المكنون، دمشق 1992.
- اليهود بين القرآن والتوراة ومعطيات التاريخ القديم " بلوغ المراد في الكشف عن الفرعون ذي الاوتاد "، دار الكتاب العربي للنشر والتوزيع، 2017.[9]
- سيدنا إبراهيم الخليل عليه السلام قراءة جديدة، دار الكتاب العربي، 2016.[10]
- تاريخ القدس القديم، دار الكتاب العربي، 2017.[11]
- آرثر المنقذ المنتظر والأصول العربية لأسطورته، دار الكتاب العربي للنشر والتوزيع، 2019.[12]